# Justin Broadrick
Justin Karl Broadrick (ur. 15 sierpnia 1969 w Birmingham), znany również jako JKB, JKFlesh – brytyjski muzyk kompozytor i instrumentalista. Broadrick jest muzykiem grającym na gitarze i perkusji, w swej twórczości stosuje także automat perkusyjny. Ponadto jest wokalistą, autorem tekstów piosenek jak też zajmuje się remiksowaniem i nagrywaniem utworów przy powstających produkcjach muzycznych.
Justin Broadrick jest współtwórcą debiutanckiej płyty pt. Scum (1987) grupy Napalm Death.
Broadrick jest założycielem formacji Final, Jesu oraz współzałożycielem Head of David i Godflesh i to dzięki tej ostatniej grupie zdobył popularność. Znany jest też z działalności w grupie Billa Laswella - Painkiller oraz w projekcie Scorn. Artysta współpracował także z Jarboe, niegdyś wokalistką nowo falowej grupy Swans, czego efektem  jest zarejestrowany album pod nazwą J2 (2008). Podczas prac nad kilkoma albumami Godflesh oraz przy projekcie Jesu Broadrick do współpracy również zaprosił perkusistę Teda Parsonsa (będącego członkiem: Swans, Killing Joke, Prong).
Justin Broadrick w latach późniejszych działalności artystycznej ponownie zetknął się z dwoma kolegami z grupy Napalm Death, którzy również zainteresowali się muzyką elektroniczną i rockiem eksperymentalnym, do nich należą Nick Bullen i Mick Harris. Współpracowali oni w projektach muzycznych: Scorn, Jesu, Final i Painkiller.
Broadrick otrzymał także propozycję dołączenia do takich zespołów jak Faith No More i Danzig, jednakże ofertę odrzucił.

## Dyskografia
Opracowano na podstawie materiału źródłowego
Napalm Death
- Scum (1987)

Head of David
- Dustbowl (1988)
- The Saveana Mixes (1988)
- White Elephant (1989)

Godflesh
- Godflesh (1988)
- Streetcleaner (1989)
- Grind Crusher (1989, kompilacja Earache Records, utwór Streetcleaner)
- Loopflesh (1991)
- Slavestate (1991)
- Slavestate Remixes (1991)
- Slateman (1991)
- Cold World (1991)
- Pure (1992)
- Merciless (1994)
- Selfless (1994)
- „Crush My Soul” (singiel) (1994)
- Slateman / Cold World (reedycja) (1996)
- Selfless / Merciless (reedycja) (1996)
- Songs of Love and Hate (1996)
- Love and Hate in Dub (1997)
- Us and Them (1999)
- Messiah (2000)
- Hymns (2001)
- In All Languages (2001)
- Decline & Fall EP (2014)
- A World Lit Only by Fire (2014)
- Post Self (2017)

Sweet Tooth
- Soft White Underbelly (1990)
- Crash Live (1993)

Techno Animal
- Ghosts (1991)
- Re-Entry (1995)
- Babylon Seeker (1996)
- Unmanned (1996)
- Phobic (1997)
- Demonoid version 1 (1997)
- Demonoid version 2 (1997)
- Techno Animal Vs. Reality (1998)
- Cyclops (1998)
- Radio Hades (1998)
- Monolith (1999)
- Symbiotics (1999)
- Eraser (2000)
- Megaton (2000)
- Dead Man’s Curse (2001)
- Brotherhood of the Bomb (2001)
- We Can Build You (2001)

Painkiller
- Buried Secrets (1992) (guitara, automat perkusyjny w „Buried Secrets” i „The Toll”)

God
- Possession (1992)
- The Anatomy of Addiction (1994)

Ice
- Under the Skin (1993)
- Bad Blood (1998)

Final
- One (1993)
- Flow / Openings (1995)
- Solaris (1996)
- 2 (1996)
- Urge / Fail (1996)
- The First Millionth of a Second (1997)
- Solaris (1998)
- 3 (2006)
- Infinite Guitar 1 (2007)
- Infinite Guitar 2 (2007)
- Guitar & Bass Improvisations Volume 1 (2007)
- Guitar & Bass Improvisations Volume 2 (2007)
- Fade Away (2008)
- Afar (2008)
- Dead Air (2008)
- Reading All The Right Signals Wrong (2009)
- Infinite Guitar 3 / Guitar & Bass Improvisations 3 (2009)
- Final + Fear Falls Burning (przy współpracy z  Dirk Serries) (2009)
- My Body is a Dying Machine (2010)
- The Apple Never Falls Far From The Tree (2010)

The Sidewinder
- Colonized (1996)
- Implant (1997)

Solaris B.C.
- 01 (1996)
- 02 (1997)
- Submerged Technology (2009)

Youpho
- Anti Body / Mode 7 (1998)
- Anxiety / Life (1998)
- Malfunktion / Program (2000)

Curse of the Golden Vampire
- Curse of the Golden Vampire (1998)
- Mass Destruction (2003)

White Viper
- Crawler / Into The Light (1999)

Zonal
The Quatermass Project (Volume 1) (2000)
Jesu
- Heart Ache (EP) (2004)
- Jesu (2004)
- Silver (EP) (2006)
- Conqueror (2007)
- Sun Down/Sun Rise (EP) (2007)
- Jesu / Eluvium (split EP razem z Eluvium) (2007)
- Lifeline (EP)(2007)
- Pale Sketches (2007)
- Envy / Jesu (split EP z Envy) (2008)
- Why Are We Not Perfect? (reedycja Jesu - utworu Envy / Jesu split EP) (2008)
- Jesu / Battle of Mice (split EP razem z  Battle of Mice) (2008)
- Infinity (2009)
- Opiate Sun (EP)
- Heartache & Dethroned (podwójna EP reedycja) (2010)
- Christmas (EP) (2010)
- Ascension (2011)

J2
- J2 (2008)

Krackhead
- From Hell (2009)

Council Estate Electronics
- Kitsland (2009)

White Static Demon
- Decayed (2009)
- Apparitions (2010)

Greymachine
- Disconnected (2009)
- Vultures Descend (2009)

Pale Sketcher
- Can I Go Now (Gone Version) (2010, Ghostly International)
- Jesu: Pale Sketches Demixed (2010, Ghostly International)
- Seventh Heaven (2011, Ghostly International)

The Blood of Heroes
- The Blood of Heroes (2010)
- Remain (2010)

## Remiksy
Opracowano na podstawie materiału źródłowego
- Murder Inc. - Murder Inc. (1993) - Last Of The Biomechanical Urgents
- Pantera – Walk EP (1994) – By Demons Be Drive, Fucking Hostile (wykonanie remiksów pod nazwą Biomechanical Mix)
- The Lemonheads - Style (1994) - Godflesh Style
- Deathless - Antilectual-Nondeathless Volume 2 (1995) - Inextasis (Justin K. Broadrick remiks)
- Earth - Phase 3-Thrones And Dominions (1995) - Harvey (Justin K. Broadrick remiks)
- Marc Of Cain - Rock And Roll (1996) - You Let My Down (jako Biomechanical Mix), Pointman (jako Unclean Mix)
- Pigface - Below The Belt (1998) - Burundi (wykonanie remiksu pod nazwą Overload Mix)
- David Kristian - Woodworking (1998) - Cookie (Justin K. Broadrick remiks)
- Various Artists - Economi$ed (2000) - Plug 8 Remix (wykonanie pod nazwą Cylon Remix)
- Isis –  SGNL 05 (2002) – Celestial (Signal Fills the Void)
- Isis – Oceanic Remixes Volume 2 (2004) – Hym (Justin K. Broadrick remiks)
- Isis – Oceanic Remixes and Reinterpretations (2005) – Hym (Justin K. Broadrick remiks)
- Earth – Legacy of Dissolution (2005) - Harvey
- Pelican - March Into The Sea (2005) - Angel Tears (Justin K. Broadrick remiks)
- 5ive Versus (2006) – Soma [Stage 1], Soma[Stage 2] (Justin K. Broadrick remiks)
- Knut –  Alter (2006) – „H/Armless”
- Agoraphobic Nosebleed – PCP Torpedo (2006) - Untiltled  (remiks Justin K. Broadrick Flesh jako grupa Jesu)
- Fog - I Have Been Wronged (2007) - I Have Been Wronged (Jesu Remix)
- Explosions in the Sky - All of a Sudden I Miss Everyone (2007) - The Birth and Death of the Day (Jesu Mix remiks)
- Maninkari - Psychoid/Participation Mystic (2007) - Participation Mystic (remiks Jesu)
- Genghis Tron - Board Up The House Remixes: Volume 1 (2008) - Colony Collapse (Justin K. Broadrick remiks)
- Pyramids - Pyramids (2008) - The Echo of Something Lovely (remiks Jesu i Ted Parsons)
- Constants - The Foundation, The Machine, The Ascension (2009) - Those Who Came Before Pt. I (Justin K. Broadrick remiks)
- Extra Life - Splayed Flesh EP (2010) - Made Flesh (Justin K. Broadrick remiks)
- VidnaObmana-1997-2007 - Chasing The Odyssee (2010) - Out From The Garden Reminded, Out From The Garden Reminded (poszczególne remiksy Jesu i Final)
- Cult of Luna - Vertikal II (2013) - Vicarious Redemption (Justin K. Broadrick remiks)